# 関鑑子
関 鑑子（せき あきこ、1899年（明治32年）9月8日 - 1973年（昭和48年）5月2日）は、日本の声楽家、音楽教育者、音楽評論家。プロレタリア音楽同盟の委員長に選ばれ、「アカイ歌手」と騒がれた。
第二次世界大戦後、日本共産党員として同党の文化政策に基づく実践活動を行い、国内外において、日本のうたごえ運動の創始者と見なされるようになった。

## 経歴
父 関厳（美術評論家。雅号 "関如来"）、母 トヨの長女として、東京都本郷区龍岡町（当時）に生まれる。弟に関忠亮。関家は代々郡山藩の江戸詰め御典医の家系で、読売新聞の美術担当だった父親は美術評論の草分けであり、鑑子が生まれた時はパリ万国博覧会 (1900年)へ出品する美術品の鑑定官をしていたことから、娘の名に「鑑」の字をつけ、秋生まれであったことから「アキ」と読ませた。鑑子は長唄の名取だった母の血を受け継ぐ美声を持ち、時折同じ駒込団子坂界隈に住む宮本百合子とお姫様のように二人で人力車に並んで通学した。

### 共産主義理論の学習とプロレタリア芸術運動への参加
東京府立第二高等女学校を経て、1921年（大正10年）3月、東京音楽学校本科声楽科を首席で卒業。立松ふさ、ハンカ・シェルデルップ・ペツォルトに師事し、ソプラノ歌手としてデビューするとたちま「楽壇のプリマドンナ」と騒がれ、高額のギャラを取れる人気歌手として日本全国でコンサートを開いた。大正末期からプロレタリア芸術運動に参加。マルクス・エンゲルス共著「共産党宣言」、エンゲルス著「空想から科学への社会主義の発展」など、共産主義の「多くの古典」を学習する。関はのちに、この時期を自身の「青春時代」として、次のように回想している。
| 好きなものはヨーロッパの小説や詩の類で、これは従兄が早稲田の文科に通っているのがいたせいもあり、当時翻訳があるものはほとんど全部と言っていいくらい読んでいました。［．．．］関東大震災後、帝大の学生が本所の柳島にセツルメントを設け、ここで社会の実地教育を経験することになったとき、託児所で歌を教えるために学生達は当時第一の花形歌手たる私を選んできましたので、私も快く承諾して一週一回ずつ二人の帝大生に送り迎えされながら託児所通いをして種々な楽しい童謡を教えました。［．．．］ここで子どもに歌を教えながら自分は色々のことを見知りました。貧民窟といわれるここの社会の実情、音楽学校以外の学生生活、貧民に対するこれら学生の熱情、私は学生らしい気持でここに働いている学生と異常な熱をもって働いている学生とすぐ見分けていました。前に書いたようにヨーロッパの小説、とくにトルストイ、ツルゲネフの影響をうけて男の中の男は革命家だと考えるようになっていたのです。私が独身主義を（そういう主義だったことも若々しいでしょう）捨てるならば革命家と結婚すると、雑誌記者の質問に答えたことがありました[12]。 |

### 警視庁の監視と度重なる召喚－「革命歌」演奏の防止対策として
1926年（大正15年）10月1・2日、「無産者新聞創刊1周年記念－無産者の夕べ」（東京・芝公園内 協調会館）において、築地小劇場の俳優兼演出家として鳴らしていた小野宮吉作詞・ドイツ民謡旋律による「くるめくわだち」を独唱し、聴衆の大喝采を浴びた。同年12月4日、音楽会のアンコール曲として、「赤旗の歌」を警察の事前許可なく演奏したことにより、同月7日、警視庁に召喚された。当時の新聞記事では、警視庁による取り調べの事由が、以下のごとく報じられた。
| 今度の事件はまだ取り調べ中で公表するわけにはゆかないが、彼女の最近における行動は全く監視を要すべきものが多く、いろいろ不審な事があるので、それが明瞭になるまで、5日でも10日でも召喚して、取り調べを継続する[15]。 |
同記事では、関の見解が次のように述べられている。
| いろんな事を尋ねられましたが、別に何も悪いことをしていない私は少しも勝手が分かりませんでした。去る4日、早大セツルメントの慈善音楽会でうたった赤旗の「行進曲」、" くるめくわだち走る火花うんぬん" の歌について、主として取り調べをうけました。当日曲目を全部うたい終わった後でしきりにアンコールされ、中には「赤旗」をうたえ、といわれましたので、ついうたってしまったのです。それがいけないといわれるのです。しかしこの歌は、すでに以前、芝協調会館でも「無産者新聞」主催の音楽会で、200人近くの警官方のおられる前でうたった事があるものです。禁止さるべきものであればその日禁止されるものにかかわらず、何ともいわれませんでした。この歌はドイツの民謡で、私は禁止されているものではないと思います。私が無産者の方々のために前衛座に無料で歌手の役を務めることは、決してやましいこととは思いません。ブラックリストに載っていることも承知しています。8日も午前10時から特高課および外事課に出頭して5時間、取り調べを受けるはずですが、私は私の芸術を愛するほか、何も後ろ暗いことはありません[15]。 |
この警視庁の取り調べの際に、同庁の「外事課長」が発した言葉を、関は次のように伝えている。
| あなたのような一流の音楽家には美しい歌や曲が沢山あるはずだ。なにも書生に担がれてつまらぬ物を歌わんでもええじゃろうに。俺も二三度、あなたの歌われるのを聴いて感心しとったもんだが、どうも人というものは解らないものだ。あなたがそんな人とは思わなかった。今後改めれば良し、もし改めなければ、自分はあなたが音楽家として再びステージに立っていけんようにする。自分らとしては、そういうことも出来るのだし。とにかく今のところ、自分はあなたを共産主義者として見ているから、そう思いなさい[16]。 |

### プロレタリア芸術運動の同志・小野宮吉との結婚
1926年12月、前衛座がルナチャルスキー作、戯曲『解放されたドン・キホーテ』を東京・築地小劇場で上演。小野宮吉が主役、関が「女王」の役を演じた。
1926年12月24日、小野宮吉と久米正雄の媒酌で結婚。以後、本名は小野鑑子。結婚披露宴の席上で、「私は今日の音楽がブルジョアに占領されているのを打開して、音楽の民主化運動に精進したいと思います」との決意表明を行った。1927年（昭和2年）5月16日、娘、光子（てるこ）誕生。
1927年6月11日、小野宮吉とともに所属していた前衛座の同人会議に出席。会議は紛糾の末、12対6の多数決により、労農派が前衛座を「奪取」する結果となった。関と小野を含む8名の日本プロレタリア芸術連盟員は「議席を蹴り」、同じく連盟所属の前衛座演劇研究生約20名と共に「脱退声明書を叩きつけ、凱歌を挙げ示威行動をなしつつ」、連盟本部（当時 東京都小石川区小日向台町1丁目）に引き上げた。
1929年（昭和4年）4月26日、プロレタリア音楽家同盟（P・M）創立に参加し、委員長に選出される。同盟員の音楽練習は、東京・大森区（当時の地名表記）にあった関の自宅でも行われた。音楽家同盟は、全日本無産者芸術団体協議会に加盟。同年4月30日には、「『戦旗』防衛3千円募金文芸講演会」（上野公園内 自治会館）で、四重唱の一員として演奏。エリ・ペ・ラージン作曲「憎しみのるつぼ」と、小野宮吉作詞「コンミニストのマルセイエーズ」の2曲を準備した。しかし後者は当日、臨監の行事解散命令により、演奏を果たせなかった。
1932年（昭和7年）3月、小野宮吉が日本共産党員として治安維持法により検挙され、豊多摩刑務所に収容されたが、翌1933年（昭和8年）10月に肺疾患重篤により保釈され、逗子市小坪の湘南サナトリウムで療養。1934年（昭和9年）3月、プロレタリア音楽家同盟は解散声明を発表。1936年（昭和11年）11月20日、小野宮吉、肺結核のため死去。

### 日本共産党の文化政策に基づく中央合唱団の創立－日本のうたごえ運動の出発点（1948年）

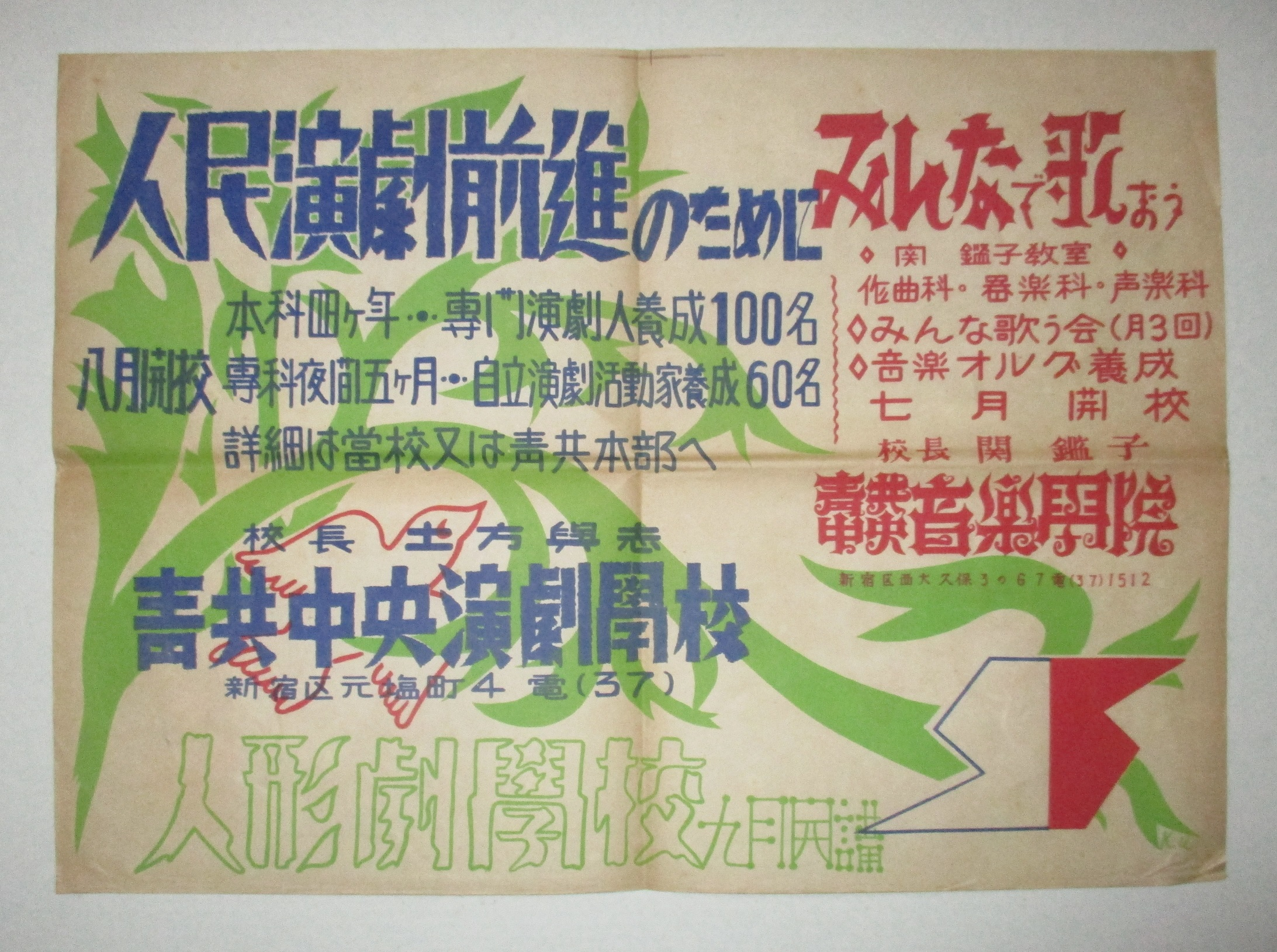
日本青年共産同盟中央音楽学院「みんなで歌おう～関鑑子教室」開校宣伝ポスター（東京 1948年）

1946年（昭和21年）2月21日、日本民主主義文化連盟の創立に参加。同年3月16日、婦人民主クラブの創立に参加。続く5月1日、第17回メーデー（東京・宮城前広場）で、「赤旗の歌」「インターナショナル」を指揮。その経験から、うたごえ運動の構想を抱きはじめる。この年の5月から7月にかけて、日本共産党宣伝部芸術学校の声楽指導を担当し、レッスンは隔日・夜間、1回3時間行われた（東京・平和会館にて）。
1948年（昭和23年）2月10日、日本共産党の方針に従い、既存の日本青年共産同盟「中央コーラス隊」を母体として、中央合唱団を創立。この日、日本青年共産同盟創立2周年記念集会（神田共立講堂）において、約40名で合唱演奏を行ったことから、以後は2月10日が中央合唱団の創立記念日と定められた。

### 「日本共産党だけができる音楽活動」の提唱（1949年）－ 若手音楽専門家の思想教育と入党への導き
1949年（昭和24年）1月22日、日本共産党に入党した女性ピアノ奏者とヴァイオリン奏者、各1名が、同党本部を訪れた。これに際して、関は、同党機関誌「アカハタ」1月25日号の関連記事で、ブルジョア楽壇のものと異なり「日本共産党だけができる音楽活動」を、日本の「全楽壇」へ普及すべきことを唱えた。
| “音楽の道はひとすじ” 若き女性二人 － かなでる “入党二重奏” 若い女性の音楽家が二人、このほど共産党に入党した。ピアニストの川村登代子さん（東洋音楽学校卒）とヴァイオリニストの矢野ヒロエさん（東京音楽学校卒）の二人で、ブルジョア楽壇にあきたらない気持ちから、これまで中野区鷺宮居住の青共文工隊を指導してきたが、こんど入党するに至ったもの。22日、代々木の本部を訪れ、「わたしたちの愛する音楽をほんとうに人民のものにしたいのです。そのためにつとめることで、わたしたち自身も成長できると思います」と、こもごも語った。川村さん、矢野さんの入党について、関鑑子さんはつぎのように語った。 「お二人とも有望な方で、大変うれしいことです。このお二人だけでなく、多くの若い女性の音楽家が入党して活動しています。また青共の合唱団の第1期生十数名も、それぞれ音楽活動家として全国にちらばって活動しています。この若い方たちの絶え間ない音楽技術の研究と大衆文化の実践を、ひろく正しく知っていただいたら、ブルジョア楽壇にあきたらないでいる若い優れた音楽家がきっと続々入党するでしょう。わたしたちは、党だけができる音楽活動について、もっともっと全楽壇に呼びかけなければいけないと思います」[25]。 |
1951年（昭和26年）7月22日、音楽センターの主宰者となり、この頃から「うたごえ運動」の実践活動を本格的に展開。運動は、職場・学園・居住地域における合唱サークル組織を通じた、労働者階級の政治・平和運動として発展した。1954年（昭和29年）には、参加者3万人規模での「日本のうたごえ祭典」を実現するにいたった。

### メーデー事件被告側証言者として（1952年）
1952年（昭和27年）5月1日、第23回メーデーで例年どおりに全員合唱を指揮するため皇居前広場に赴き、メーデー事件に遭遇する。起訴されたデモ隊の参加者のため、東京地方裁判所での第1審で弁護人として証言し、1963年（昭和38年）2月には、「メーデー事件後援会発起人会」に名を連ねた。他の発起人は、阿部知二、内田吐夢、梅崎春生、神埼清、熊倉武、櫛田ふき、塩田庄兵衛、鈴木安蔵、千田是也、壺井栄、中島健蔵、中野重治、永井潔、難波英夫、野間宏、日高六郎、平野義太郎、丸木位里、丸木俊子、柳田謙十郎。
関は、メーデー事件から20年後の1972年（昭和47年）に、事件当日の体験を次のように記し、被告人全員の無罪を訴えている。
| 私はこの事件のときは皇居前広場でいつもの通り全員合唱の指揮をとることになっていたので、弟の忠亮や秘書等5人でタクシーで広場に先着いたしました。ところがおもいがけぬさわぎとなり、びっくりしてとにかく逃げることにしました。何しろ足のろのため警官にとりかこまれてしまい、忠亮も秘書もなぐられ血だらけになりましたが、どうやら逃げおおすことができました。私は一審裁判で証人としてこの通りを話しました。デモ隊が何の手だしもしないのに多くの警官隊が突然おそいかかってきたのですから、デモ隊の無罪は明らかです。今度こそみんなの力で被告全員の無罪を勝ちとりましょう[28]。 |

### 標語「うたごえは平和の力」の創出（1953年）
1953年（昭和28年）3月20日、関鑑子 編『青年歌集』第2編の初版が発行された。巻末には「歌ごえは平和の大きい力」と題する編者の解説が添えられている。
| 歌ごえは平和の大きい力 ［．．．］日本の中にまだまだ埋もれているよい音楽が多いと思います。生活と結びついた歌、例えば田植歌や草取り、刈入れの歌や、豊年祭の歌、漁夫に関係深い数々の海の唄、養蚕や桑摘み唄、雪のいろり端でお茶わんたたいて歌う歌、念仏歌から御詠歌など、生活生産に結びついた歌と郷土の英雄 - 働く人たちを護って地主やお上とたたかった人々を慕う歌、郷土の景色の美しさを歌ったものなど知らせて下さい、調査にゆくことも致します。踊りもついているものは必ず一緒にしましょう。色々の外国の民謡や音楽を私共が歌うように、外国へも日本のよい音楽を誇りをもって知らせましょう。こうした歌ごえの交流がひろがり深まることは世界の平和にとても大きい力となります。青年歌集を愛誦してく下さった10万のお友だち！どうかこの第2編で一層、平和の歌ごえをひろげてください[29]。 |
1953年11月29日、「1953年日本のうたごえ祭典」を日比谷公会堂・神田共立講堂で開催。会場の舞台には標語「うたごえは平和の力」が掲げられた。
1954年（昭和29年）7月15日、関鑑子 編『青年歌集』第3編、初版発行。関は巻末の解説を「歌ごえはひろがる」と題し、次のように述べている。
| 歌ごえはひろがる ［．．．］1952年の中央合唱団の創立記念音楽会の名まえであった『日本のうたごえ』は、53年には全国合唱団参加の盛大な音楽会の名となり、今日では全国のうたの運動の総称ともなっております。そうして第2編で呼びかけた『歌ごえは平和の力』は、うたう人々の胸にはっきり刻まれて、うたが単なる慰みごとではないという確信が、うたう人々を本当に明るくし、誰もがひき込まれて、うたいたくなるという雰囲気を作っています。［．．．］あのいやな戦争がやっと済んで10年、歴史的にみると日本は明治以来10年に一度ぐらい戦争をしているのです。この頃また、原爆だ水爆だと恐ろしい声をきくと、ただ恐ろしいというだけでなく、うたう人々の間に平和を望む声が強くひびいております。それがまた多くの人々の平和を愛する心と一致して、うたごえがひろまってゆくのです。［．．．］よい歌、生活の歌は吸取紙に吸いこまれるように浸みわたり、ひろがってゆきます。この小さい歌集にもりこまれているヒュウマニティ（隣人愛）が、あなたの心と声を通して身近から、波紋のようにだんだんひろがり、やがて日本中に平和の歌ごえがきかれる事を願っております[30]。 |

### スターリン平和賞の授与（1956年）
1955年（昭和30年）2月13日、日本のうたごえ実行委員会が常設の組織として発足し、関が実行委員長に選出された。同年12月9日、スターリン平和賞選考委員会は関への同賞授与を決定し、12月21日に当年度の受賞者を発表した。当日朝、関はラジオ放送により受賞の通知に接し、東京・新宿区の音楽センターで次のように語った。
| いま一所懸命、心を落ち着けているところ。あんな立派な大山先生の次に私がこんな大きな名誉を受けるなんて、ほんとうに思いがけません。しかし、考えてみれば、この授賞は私の名前になっていますけれど、これは私だけのものではありません。敗戦後の混乱した状態のなかで、心を豊かにし、希望を持ち、新しい平和な日本を築いていこうとする運動のなかで、青年が中心となって進めていったうたごえ運動が、世界と日本の平和をねがう心と一つに結びついたこと、この運動に対しての授賞だと思います。それだから今日の喜びは日本全国の平和と音楽を愛される人々と一緒にお受けしたいのです．．．ただ私としては、この運動はまだその途上にありますので、このような光栄ある授賞は身に過ぎたものだという心配もございます。しかし完成されたものとしてではなく、途上にあるものへの大きく温かい激励と思って、さらにさらに決意を新しくして、平和のため、うたごえのため、身を捧げたいと思います。それこそが、この偉大な好意にこたえる道だと思っております[33]。 |
1956年（昭和31年）1月、関は雑誌記者にスターリン平和賞の賞金の使途を問われ、次のように回答したと報じられた。
| －スターリン平和賞の賞金の使いみちは．．． うたごえ代表とよく相談してきめます。私個人としては、うたごえ階級の子どもから教育する音楽学校の設立。なんぎして音楽運動をすすめている人たちに役立てたいと思います。たとえばこういうひとたちにも．．． といって女史は、胸のポケットから一通の祝電をとりだしてキチンとひろげてみせた。「スターリンショウ オメデトウ トモニ ガンバルヲ チカウ アリノカイ」[34]。 |
1956年1月7日、東京都において「関鑑子スターリン平和賞祝賀世話人会」が発足。下記事項を決定。
（1）うたごえ運動の一層の発展を期するため、いかなる地方でも関鑑子スターリン平和賞祝賀会を催せる態勢をつくる。
（2）祝賀会を単なるパーティーに終わらせず、記念出版や記念作品の募集を行い、広がりのある運動としていく。こうして、平和運動と結びついてきた日本のうたごえ運動を、さらに発展させるべく努力する。
（3）うたごえ運動を一つの契機として、さらに強力な平和闘争に推進するため、さらなる催しを実行していく。
- 世話人団体：平和擁護日本委員会、国民文化会議、日本文化人会議、日ソ親善協会、音楽新聞社、コンサート新聞（音楽旬報）、雑誌「平凡」、河出書房、松山バレエ団、日中友好協会、日朝協会、婦人民主クラブ、世界民青連日本委員会、日本のうたごえ実行委員会、日本民主青年団。
- 個人世話人名：安井郁、南博、清瀬保二、楢橋渡、羽仁五郎、羽仁説子、柘植秀臣、岡本唐貴、松本七郎、井上満、大山柳子（大山郁夫の未亡人）、櫛田ふき、木下順二、高野実、阿部知二、藤原義江、山田耕筰、米川正夫、米川丹佳子、黒田寿男、末川博、平野義太郎、福島要一、徳永直、山田とく、尾形昭二、岡本文弥、関忠亮、小牧近江、難波英夫、本郷新、箕作秋吉、井上頼豊、二宮秀、芥川也寸志、土方与志、亀井文夫、貝谷八百子、馬島僴、猪俣浩三、堀真琴、金恩順、平塚らいてう、丸岡秀子、本島百合子、松本治一郎、河崎ナツ、岸輝子、湯浅芳子、野坂参三、山本安英、佐多稲子、掘紀子、藤川栄子、山本茂実、宮川実、平野嘉智子、黄秀鳳、深尾須磨子、藤間見加栄、長野国助、佐藤美子。

1956年2月3日、東京・如水会館にて、「スターリン平和賞記念祝賀会」が開催された。著名な出席者は、平野義太郎、土方与志、藤原義江、風見章、楢橋渡、安井郁、江口渙、櫛田ふき、秋田雨雀、岸輝子、韓徳銖、ドムニツキー（ソ連代表部臨時主席）、大山柳子など。音楽演奏は、中央合唱団、本郷新、馬島僴、佐藤美子、芥川也寸志など。松山バレエ団が舞踊を披露。関自身も独唱し、祝賀会の締めくくりには、参加者全員による「しあわせの歌」（木下航二作曲）の合唱を指揮した。
1956年5月31日、スターリン平和賞授与式（モスクワ、クレムリン、閣僚会議館［現 ロシア連邦大統領官邸］にて）。D.V. スコベリツィン［Дмитрий Владимирович Скобельцын］同賞選考委員会議長が下記の祝辞を述べ、記念メダルと賞状を手渡した。
| 関鑑子さんの名はほかの受賞者の名と同じように世界の人びとによく知られている。この人びとの名は進歩的な人びとの意識の中で平和・友情・幸福という大きな意義深い言葉と結びついている。［．．．］日本の国民の合唱運動がこのようにひろがっているのは、それがその進歩的な目的、民族独立、平和擁護、諸国民間の友誼を打ち立てる日本国民の闘争の目的に仕えているところにある。関鑑子さんにスターリン平和賞を授けられたことはまた全日本国民の平和闘争の大きな意義が認められたことでもある。日本国民はアジアと全世界に平和を打ち立てることを要求している。この闘争によって日本国民はほかの国民とくにソヴィエト国民から支持されている。ソヴィエト国民は日本国民およびほかのすべての国民と平和に仲良く暮らしたいと思っている。われわれは両国の経済・文化関係を全面的に発展させたいと思っている。これによって全世界の平和の維持と強化に役立たなければならない[37]。 |
関は答辞として、次のように述べた。
| 日本国民は深く戦争を嫌っています。日本国民は他の国民との平和と友情に向かって進んでいます。そして原子兵器反対の勇敢な闘いを行っています。いま平和の力は測り知れないほど大きくなっており去年に比べて平和の見通しはいっそう明るくなっています。平和擁護者は全世界が平和になるまで闘いつづけなければなりません。［．．．］私は世界の平和擁護者と肩を並べて全世界の平和と幸福のための闘いを続けます[37]。 |
さらに、「この光栄ある受賞は私個人でなく、平和を愛する日本人全体に与えられたものです。日本人は平和な、明るい歌を好む国民であります。10年前に始めたうたごえ運動は、日本中のあらゆる職場、農村、学校、家庭に広がっています」と述べ、合唱曲「東京－モスクワ」（小林はじめ作詞、藤本洋作曲）の日本語歌詞を朗読した。また、中央合唱団執行委員会からの祝電が読み上げられた。授与式に同席した日本の著名人は、村松梢風、石川達三、淡徳三郎、杉村春子、岡田嘉子、芥川也寸志、木下恵介、松岡洋子、片山やす（片山潜の娘）、小野光子（関鑑子の娘・声楽家）など。
1956年6月13日、関はモスクワから中央合唱団への書信で、日本のうたごえ運動の展望と同団の思想性について次のように論じた。
| 日本とモスクワは、来年になると飛行機では5、6時間で往復できるそうです。冗談に私に、毎日モスクワに遊びに来られるなんて言っています。日本のうたごえと中央合唱団への期待は大きく、美しい思想とその達成のための固い団結と実践に、つねに尊敬と友情がはらわれています。［．．．］私たちの一線 ― 貫かれているものはつねに、みんなで決めた綱領・規約です。中央合唱団も日本のうたごえも、たしかに私の提唱によって誕生しました。しかしみんなで約束したものとなったら、みんな同じ思想 ― で実践が貫かれてゆくように、お互いに助け合わなくてはならないと思います。みんなの中に深さ浅さ、考え方の中にも様々あるのが当然です。それゆえにこそ、みんなで同意できる約束を公然と約束するのです。私たちはいかに多角であっても、一角は固く結ばれた同志であることは、この約束を生かすということで明らかとなります。中央合唱団は当初から約束を変えません。思想も行動もますます発展してゆくと思いますが、そのために出発点が変わるということはありません。中央合唱団と同じ希望と実践を約束する合唱団が、日本の中に増えてゆくことは何という頼もしいことでしょう。ますます中央合唱団の責任と期待は大きくなるでしょう。日本のうたごえ運動の果てしもない広がりのためには、このことが大切なのです[41]。 |

### 中央メーデー壇上で指揮の直後、斃れる（1973年）
1973年（昭和48年）5月1日、第44回中央メーデー（代々木公園）で、参加者約50万人の全員合唱「世界をつなげ花の輪に」（箕作秋吉作曲）を指揮。その直後に壇上で倒れ、虎の門病院に入院し、5月2日、14時20分、クモ膜下出血のため死去。「赤旗」翌5月3日付に掲載された訃報には、日本共産党員音楽家としての関の略歴に、次の言葉が添えられた。
| 「音楽は民衆のもの、働くものこそがうたごえ運動の主体である。生活の中に音楽を、生活の中から音楽を、うたごえは平和の力」が関さんの信条でした。日本のうたごえ祭典でも健康の許す限り指揮棒をとり、平和を願う音楽家として活躍、戦前、戦後と通じ、一貫して日本共産党を支持し、協力してきました[42]。 |

### 告別式と音楽葬－中央合唱団の解散
1973年5月4日、東京都新宿区の音楽センターにて告別式。参列者は、日本共産党中央委員会から蔵原惟人（常任幹部会委員）、春日正一、紺野与次郎（幹部会委員）、須藤五郎（中央委員）、山下文男（文化部長）ほか多数。著名人では、山根銀二、清瀬保二、外山雄三、中沢桂、井上頼豊、千田是也、村山知義、宇野重吉、南原繁、井口基成、久板栄二郎、松田解子、松本正雄、風早八十二など。中央合唱団の渡辺一利団長は弔辞の中で、この日から同団を「関鑑子記念・中央合唱団」と改称すると発表した。
1973年5月23日、神田共立講堂にて「音楽葬」。葬儀委員長は太田薫。参列者は、紺野与次郎、須藤五郎、河原崎國太郎、村山知義、櫛田ふき、オレグ・アレクサンドル・トロヤノフスキー（駐日ソ連大使）などを含めて約1500名。新星日本交響楽団、アルトゥール・エイゼン、「関鑑子記念・中央合唱団」のほか、複数の楽器奏者や声楽家が演奏。参列者による追悼演奏として、故人が最後に指揮した曲である「世界をつなげ花の輪に」の全員合唱が行われた。
関は、「カチューシャ」「モスクワ郊外の夕べ」「全世界民主青年歌」「ウラルのぐみの木」など、ロシア語の歌曲の訳詞を多く手がけている。

## 日本のうたごえ実行委員長としての海外渡航歴
- 1955年2月〜9月、ドイツ民主共和国、ソビエト連邦、中華人民共和国、オーストリア、ポーランド（ワルシャワ「世界青年学生祭典」に出席）
- 1956年5月〜9月、ソビエト連邦（スターリン平和賞授与式に出席）
- 1962年4月〜5月、ソビエト連邦（第2回 チャイコフスキー国際コンクール来賓）
- 1962年7月〜8月、ソビエト連邦（モスクワ「全面軍縮と平和のための世界大会」に出席）
- 1964年5月〜6月、ソビエト連邦（日本のうたごえ合唱団ソ連ツアー公演、連邦各地で23回開催）
- 1966年6月〜7月、ソビエト連邦（第3回 チャイコフスキー国際コンクール、当年度に新設された声楽部門の審査員）
- 1970年6月〜7月、ソビエト連邦（第4回 チャイコフスキー国際コンクール、声楽部門審査員）[45]

## 日本共産党中央委員会主催事業での任務遂行
- 1972年7月12日、日本共産党創立50周年記念「党を主題とする歌」入選曲、相馬公信 作曲「ひとすじの道」レコード録音（世田谷区民会館）。中央合唱団の録音演奏を指揮[46]。
- 1972年7月18日、「日本共産党創立50周年祝賀中央集会」（渋谷公会堂）において、中央合唱団、新日本ポップス・オーケストラによる「ひとすじの道」の演奏を指揮[47]。

## 日常の活動
1955年、スターリン平和賞受賞当時は、東京都新宿区の音楽センターに隣接する30坪足らずの木造平屋に居住していた。中央合唱団の定時レッスンは、月曜日の夕刻と木曜日の終日。都内では、日本共産党中央委員会文化部、日ソ親善協会、日本現代音楽協会の定例会議に出席。加えて、日本のうたごえ実行委員会の都内11地区、全国8地域での会議、指導、連絡のため、首都圏外の広域にまで東奔西走する日々であった。

## 座右銘
- 歌ごえは平和の力

| これは、歌声を戦争のための軍歌や国民歌謡に制限された苦い思い出から、平和のために、喜びのために大きい力を発揮させようという、うたごえ運動の約束の言葉です。いま、この合言葉で全国の青年が結集して、1964年日本のうたごえ祭典を準備しております（関鑑子 1964年）[49]。 |
- 艱難汝を玉にす

| 大昔からの言いつたえとか格言とかは中々妙味があります。全然反対の事を言ってる場合もありますが、いつも感心しています。何しろわが家は武家で、祖父は槍術をもって藩主につかえ、父は漢学者ですから、日頃ききなれていたということもありましょう。「艱難汝を玉にす」なぞ自分の修行時代の座右の格言でした。今日でもいろいろ困難にぶつかる度に浮かんでくる言葉ですが、泰然と事に処すためには何事も経験であり、しかも経験慣れしないで、己を持すにはいつも新たな心がまえで、日々これ新た、と幼な児のように真剣に見きわめています（関鑑子 1971年）[50]。 |

## エピソード
- 宮本百合子は1921年10月7日、東京都内の演奏会で関の独唱を聴き、翌日の日記に、「まだまだ。それをはっきりあの人に云い、もっともっと努力、ほんとうに自分のものを見出すだけの努力をさせないのは気の毒だと思う。まるでペツォールドの小さいひな型だ」と記している[51]。ハンカ・シェルデルップ・ペツォルト（Hanka Schjelderup Petzold）はノルウェーの声楽家で、関が師事した東京音楽学校の教員。

- 1956年1月11日、関は東京・銀座のレストランで美空ひばりと対談し、「日本的な情緒の豊かな美空ひばりさんの歌がとても好きになった」との旨を語ったと報じられている[52]。

- 作曲家 芥川也寸志は、モスクワでショスタコーヴィチに出会った時に、「運転手になりたいのか」と訊かれて驚いた。芥川によると、かつて自分が関に「ショスタコビッチの運転手をやってもいいから彼のところで勉強したい」と打ち明けたのだった。それをショスタコーヴィチ本人が、関から聞いてすでに知っていたのだと、芥川に話してくれたという[53]。

## 著述
（注： 出版地はすべて東京）
- 『苦い涙の試練を越えて』（講談社、月刊「婦人倶楽部」1924年1月号所載）
- 『地声を朗らかに感じよくするには』（同上、1926年5月号所載）
- 『実際にあった会話』（「文芸戦線」1927年1月号所載）
- 『懐かしき母校の想い出－恩師を偲びて』（「婦人倶楽部」1927年4月号所載）
- 『結婚当時意外に感じたこと・嬉しかったこと』（同上、同号所載）
- 『検閲－音楽－プロレタリア』（マルクス書房、日本プロレタリア芸術連盟 編 月刊「プロレタリア芸術」1927年9月号所載）
- 『闘争歌のうたい方』（秋田雨雀、江口渙 監修「綜合プロレタリア芸術講座 第2巻」［内外社、1931年］所収）
- 『音楽家生活』（新知社、月刊「婦人文芸」1934年12月号所載）
- 『女性の考え方』（労働文化社、月刊「労働文化」1947年1月号所載）
- 『私の夢・古い新人』（「人民戦線」1947年6月号所載）
- 『歌の「味」』（音楽の友社、月刊「音楽芸術」1947年10月号所載）
- 『研究生終了演奏会（声楽）評』（同上、1947年11月号所載）
- 『歌唱指導』（「婦人文化講座 第3巻」［ナウカ社、1948年］所収）
- 『働く人々の音楽報告』（毎日新聞社、月刊「労働評論」1948年8月号所載）
- 『恋愛以前』（伊藤書店、「人民評論」1949年1月号所載）
- 『コンクールの声楽』（「音楽芸術」1949年2月号所載）
- 『哀れな娘』（民主青年合同委員会出版部、「われらの仲間」1949年4月号所載）
- 『進むうたごえ』（中国留日同学総会編、半月刊「中国留日学生報」1949年5月15日号所載）
- 『思い出』（「労働評論」1949年6月号所載）
- 『自立楽団協議会について』（日本民主主義文化連盟 編「文化年鑑」1949年所収）
- 『私のコンクール考』（同上、1950年5月号所載）
- 『「おゝカリーナの花が咲く」 』（世界映画社、月刊「ソヴェト映画」1951年2月号所載）
- 『プロコフィエフの声楽作品とその思想』（月刊「音楽芸術」1953年5月号所載）
- 『国民音楽について』（日本共産党中央委員会理論政治誌「前衛」1953年6月号所載）
- 『「音楽運動」発刊のことば』（音楽センター、月刊「音楽運動」1953年6月号所載）
- 『内灘の闘いと音楽運動』（同上、1953年7月号所載）
- 『世界青年祭各地のうたごえを「日本のうたごえ」に』（同上、1953年10月号所載）
- 『うたごえ運動はさらに発展する』（同上、1954年2月号所載）
- 『平和のうたごえをメーデーへ』（同上、1954年4月号所載）
- 『高まるうたごえとさしせまる任務』（同上、1954年5月号所載）
- 『八月十五日』（同上、1954年7月号所載）
- 『婦人代表としての光栄と責任』（新女性社、月刊「新女性」1954年9月号所載）
- 『日本と中国の平和のうたごえをよびかわそう』（「音楽運動」1954年10月号所載）
- 『日本のうたごえは国民の運動－合唱団の任務のために－』（同上、1954年11月号所載）
- 『世界の青春』（「新女性」1955年3月号所載）
- 『愛する街－歌い方と楽典』（同上、1955年4月号所載）
- 『ウィーン・アピールにこたえて－解説と体験記と署名用紙』（同上、1955年6月号所載）
- 『平和と友情の旅から－ベルリンからウィーンへ』（同上、同号所載）
- 『世界のうたごえは起っている』（知性社、月刊「知性」1955年9月号所載）
- 『ワルシャワのうたごえ』（同上、1955年10月号所載）
- 『世界のうたごえの旅』（「音楽運動」1955年11月号所載）
- 『私が思うこと－藤井さんにお答えする』（「知性」1956年1月号所載）
- 『国際列車』（「新女性」1956年3月号所載）
- 『私のみた中国の演劇』（新読書社、「新読書」1956年4月17日号所載）
- 『うたごえ運動の理論－音楽とは何か－』（音楽センター芸術局 編「知性」増刊号［河出書房、1956年］所載）
- 『余談』（大山郁夫記念事業会 編「大山郁夫伝 別冊付録－大山先生の思い出」［中央公論社、1956年］所収）
- 『友だち』（講談社、月刊「群像」1957年3月号所載）
- 『期待と少しの不安』（学習の友社、月刊「学習の友」1959年1月号所載）
- 『明るい楽しい思い出－本所のセツルメント』（福島正夫、川島武宜 編「穂積・末弘両先生とセツルメント」［東京大学セツルメント法律相談部、1963年］所収）
- 『心の泉をくみとろう』（「学習の友」1964年2月号所載）
- 『明るい思い出、ソ連楽旅』（音楽の友社、月刊「音楽の友」1964年8月号所載）
- 『関鑑子自伝』（音楽評論社、月刊「音楽」1965年6月号より1966年2月号まで連載）
- 『歌ごえを平和の力に』（日本平和委員会 編「平和運動20年記念論文集」［大月書店、1969年］所収）
- 『中央合唱団の今日の任務』（「季刊日本のうたごえ」1971年4月創刊号所載）
- 『歌ごえに魅せられて』（音楽センター、1971年）

## 新聞・団体機関紙への寄稿
（注： 『外人演奏家の来日と日本人－民族音楽への気運・萌芽はもうそこに』、『唇に歌 心に誇り』以外の出版地はすべて東京）
- 『歌をつくりましょう－やさしく誰にもできます』（「アカハタ」1946年9月23日付）
- 『諏訪根自子のクロイツェル・ソナタ』（「文化タイムス」1947年1月13日付）
- 『職場に合唱団をつくるために－勤労芸術の道しるべ』（「労働民報」1947年5月24日付）
- 『知恵も食べよう－働く若い人々へ－』（「労働民報」1947年9月3日付）
- 『新しい音楽創造のために－ふたたび「作曲のすすめ」－楽曲の分析』（「アカハタ」1947年5月29日付）
- 『私の青春時代』（日本青年共産同盟中央機関紙「青年の旗」1947年8月25日付）
- 『先生－今日の感想』（「東京民報」1947年8月27日付）
- 『甘いもの好き』（「アカハタ」1947年10月21日付）
- 『東西音楽家の提携－大阪文化会議所感』（「文化タイムス」1947年12月1日付）
- 『たくましいコーラス』（「アカハタ」1948年3月23日付）
- 『示威行進にスクラムを』（民主婦人連盟機関紙「民主婦人」1948年3月25日付）
- 『みんなうたう会を』（「全逓新聞」1948年11月6日付）
- 『損保従連・秋の文化祭－音楽コンクール評』（損害保険従業員組合連合会 東京支部機関紙「さけび」1948年12月24日付）
- 『成長のために』（「青年の旗」1949年1月2日付）
- 『音楽の大衆化』（善隣専門学校 編「善隣新聞」1949年2月20日付）
- 『常磐炭鉱の青年の音楽』（日本民主青年団編、週刊「民主青年」1949年6月26日付）
- 『みんなが生き生きとした歌をうたうためには』（婦人民主クラブ編、週刊「婦人民主新聞」1949年7月9日付）
- 『青年の熱き心もて』（「民主青年」1950年1月26日付）
- 『中央合唱団創立2周年を迎えて』（中央合唱団機関紙「うたごえ」1950年2月号）
- 『具体的な詩音楽』（「アカハタ」1950年2月5日付）
- 『世界の人々が無罪釈放運動を－民衆歌手ポール・ロブソンに訴える』（「うたごえ」1950年6月3日付）
- 『平和署名を戦争を憎むすべての人たちに』（「うたごえ」1950年8月25日付）
- 『中央合唱団16期生の入団に際して』（「うたごえ」1953年10月12日付）
- 『ひとり思うこと』（「うたごえ」1954年1月7日付）
- 『船出』（「うたごえ」1954年1月24日付）
- 『国際婦人デーを迎えて』（「うたごえ」1954年2月25日付）
- 『外人演奏家の来日と日本人－民族音楽への気運・萌芽はもうそこに』（「立命館学園新聞」1954年10月11日付）
- 『進む平和！ 高まる歌ごえ』（「婦人民主新聞」1954年10月30日付）
- 『世界にひびけ平和のうたごえ－うたごえの発展は国民の力－』（日本のうたごえ実行委員会中央機関紙 共同デスク「うたごえ新聞」1954年12月15日付）
- 『国際スターリン平和賞授賞式における挨拶』（日本のうたごえ実行委員会中央機関紙「うたごえ新聞」1956年8月20日付）
- 『世紀の歌姫 三浦環夫人』（「婦人民主新聞」1954年8月26日付）
- 『唇に歌 心に誇り』（「北國新聞」1955年12月18日付）
- 『中国の音楽界－民族にも素晴らしい未来－』（「朝日新聞」1955年12月22日付）
- 『生活とうたごえ』（日本民主青年同盟中央機関紙「民主青年新聞」1956年4月15日付）

## 楽譜監修・編集

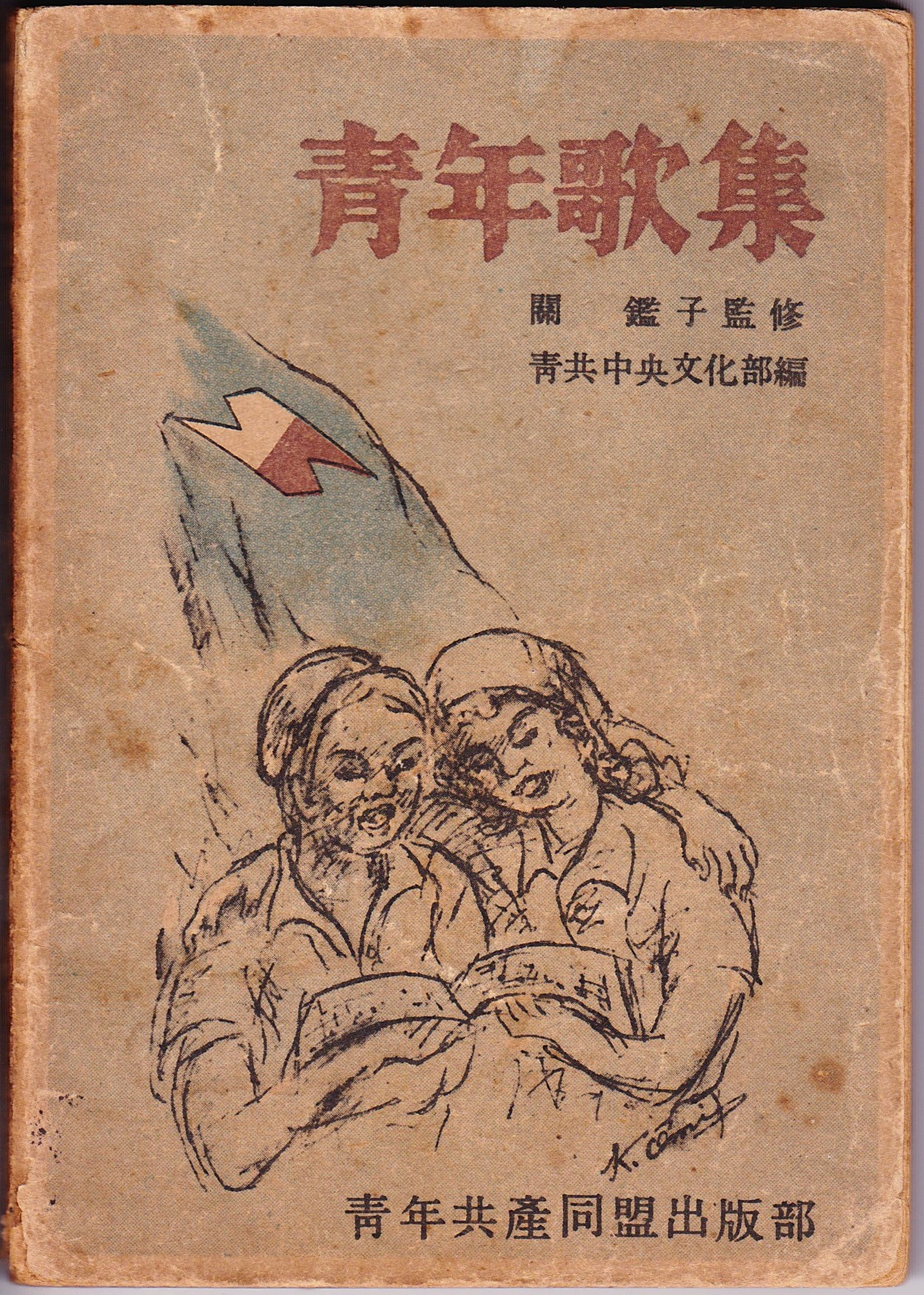
関鑑子監修 日本青年共産同盟中央文化部編「青年歌集」表紙（東京 1948年9月20日発行）

- 関鑑子編『メーデー歌と働く者の歌曲集』（日本民主主義文化連盟、1948年）
- 関鑑子編著『カチユーシヤの唄』（日本青年共産同盟出版部、1948年12月）
- 関鑑子監修 日本青年共産同盟中央文化部編 『青年歌集』（東京、日本青年共産同盟出版部 1948年9月20日発行）
- 関鑑子編『青年歌集』（東京・音楽センター、1951年11月25日初版発行）
- 関鑑子編『青年歌集』第2編（同上、1953年3月20日初版発行）
- 関鑑子編『青年歌集』第3編（同上、1954年7月15日初版発行）
- 関鑑子編『青年歌集』第4編（同上、1955年4月10日初版発行）
- 関鑑子編『青年歌集』第5編（同上、1956年5月1日初版発行）
- 関鑑子編『青年歌集』第6編（同上、1960年5月1日初版発行）
- 関鑑子編『青年歌集』第7編（同上、1960年12月1日初版発行）
- 関鑑子編『青年歌集』第8編（同上、1962年12月1日初版発行）
- 関鑑子編『青年歌集』第9編（同上、1965年6月1日初版発行）
- 関鑑子編『青年歌集』第10編（同上、1970年12月1日初版発行）
- 関鑑子、井上頼豊共編『青年歌集ピアノ伴奏曲集』第1集（音楽センター、1956年）

## レコード録音
（注：すべて関鑑子による独唱）
- ウィリアム・ヘイス 作曲「故郷の廃家」（日本コロムビア・ニッポノホン：2512）
- アイルランド民謡編曲「庭の千草」（同上：2513）
- ドイツ民謡編曲「演習」［伴奏 戸山学校軍楽隊］／ポーランド民謡編曲「世の態」［ピアノ伴奏 榊原直］（同上：15398）
- 弘田龍太郎 作曲「叱かられて」／ベートーベン 作曲「何処へゆく」［ピアノ伴奏 ジェームス・ダン］（同上：15748）